# Agner Møller
 Jacob Peder Georg Agner Møller (født 18. juli 1892 på Siggård i Kettrup Sogn, Vester Han Herred, død 5. december 1976) var en dansk militærlæge og etnografisk samler. Han var ansat af den hollandske koloniregering i Indonesien og gjorde i 1920'erne tjeneste på øen Nias. 
De stærkt befæstede landsbyer på Sydnias havde med deres veltrænede hære gennem årtier modstået de hollandske forsøg på kolonisering, og også de tyske missionsforsøg. Omkring 1910 måtte de dog overgive sig til kolonimagten og lod sig derefter omvende til kristendommen. 
Møller var ofte mere interesseret i at foretage etnografiske og sproglige studier af lokalkulturen end i at passe sit arbejde som militærlæge. Han giftede sig med en ung Nias-kvinde som tog med ham til Danmark. Han indkøbte bl.a. et høvdingehus og en stor fotosamling til Nationalmuseet i Danmark. Samlingen er en af de betydeligste i verden. Ud over Nationalmuseet i København findes der væsentlige samlinger på Museum Volkenkunde i Leiden, Naprstek museum i Prag og Il Museo Nazionale di Antropologia e Etnologia oggi Sezione del Museo di Storia Naturale dell'Università degli Studi i Firenze.
Agner Møller sejlede under 2. Verdenskrig som skibslæge på ØK skibet  ms/Amerika og blev på et tidspunkt interneret på grund af, at han blev anset for at være fjendtlig af de britiske myndigheder. Efter hjemkomsten til Danmark i 1945 fortsatte han med stort besvær som praktiserende læge, han fik efter krav fra de britisk myndigheder ikke lov til at fortsætte som skibslæge.  [kilde mangler]